# Menjalni tečaj
Menjalni tečaj označuje razmerje za menjavo med dvema valutoma ter vrednost ene valute v razmerju do druge. Valute so najpogosteje nacionalne valute, vendar se lahko menja tudi podnacionalne, kot v primeru hongkonškega dolarja, ali nadnacionalne valute, kot v primeru evra.
Ločimo več tečajnih režimov, na primer drseči, vezani (fiksni) ali hibridni. Nekatere države so uvedle določene omejitve in nadzor menjalnih tečajev. Glede na gibanje menjalnega tečaja lahko valute delimo tudi na močne in šibke. V ekonomski literaturi ni soglasja o optimalni tečajni politiki. Tečajni režimi odražajo različne politično-ekonomske vidike.
Na maloprodajnem menjalnem trgu trgovci večinoma uporabljajo različne nakupne in prodajne tečaje. Večina poslov poteka v lokalni valuti ali iz nje. Nakupni tečaj je tečaj, po katerem menjalnice odkupijo tujo valuto, prodajni tečaj pa tečaj, po katerem to valuto prodajajo. Navedeni tečaji pogosto že vključujejo dodatno maržo, v nekaterih primerih pa se ta zaračuna v obliki dodatne provizije ali na kakšen drug način. 